# Курганський міський округ
Курга́нський міський округ (рос. Курганский городской округ) — адміністративна одиниця Курганської області Російської Федерації.
Адміністративний центр — місто та єдиний населений пункт Курган.

## Населення
Населення округу становить 322042 особи (2017; 333606 у 2010, 345515 у 2002).